# Senos paranasales
En anatomía, los senos nasales o paranasales son un conjunto de cavidades aéreas que se encuentran en los huesos frontales, esfenoides, etmoides, temporal  y maxilar superior, que comunican con las fosas nasales. Estas cavidades son estructuras que influyen en la respiración, la fonación, el calentamiento y la olfacción adecuados.

## Historia
Leonardo da Vinci descubrió y representó el seno maxilar y el seno frontal  150 años antes que el anatomista Nathaniel Highmore describiera el primero. Los dibujos anatómicos de Leonardo abordan la fórmula dental humana correcta y describen la morfología de los cuatro tipos de dientes humanos.

## Clasificación
Existen 8 senos paranasales, 4 a cada lado de la nariz y están cubiertos por epitelio respiratorio con moco (epitelio pseudoestratificado cilíndrico ciliado con células caliciformes).

### Seno frontal
Son dos cavidades separadas por el tabique interfrontal; cada seno, a su vez puede tener uno o más compartimentos. Se comunican con el meato medio nasal a través del conducto nasofrontal.
Miden en promedio 3 cm de alto y de 2 a 2,5 cm de ancho, con una profundidad de 1,5 a 2 cm. Su capacidad aproximada es de 6 a 7 ml.
Relaciones importantes:
Debajo de la pared de la frente está la órbita y el techo de la cavidad nasal, y detrás, la fosa craneal anterior y los senos sagitales superior e inferior.
Anatomía: 
Pared anterior: se le denomina "beak"; el grosor de esta pared depende del grosor del receso frontal y del grado de neumatización del Agger Nassi.
Pared medial: corresponde a la pared lateral de la fosa olfatoria.
Pared lateral: también llamada lámina papirácea.
Pared posterior: también conocida como bulla ethmoidalis (bulla etmoidal).

### Seno etmoidal
El laberinto o celdillas etmoidales se encuentran a cada lado de la mitad y el tercio superior de la cavidad nasal y medial al hueso de la órbita. El hueso etmoidal consta de una lámina horizontal y otra vertical. La pared externa del laberinto etmoidal está formada por una lámina del etmoides y por los huesos lagrimales, además de la pared interna de la cavidad orbitaria.
El volumen de los dos senos etmoidales es de 14 ml.

### Seno maxilar
El seno maxilar es el más grande de los senos paranasales. Tiene forma piramidal irregular con base hacia la fosa nasal y vértice hacia la apófisis cigomática o piramidal del maxilar. Sus dimensiones son de 31 a 32 mm de altura, 18 a 20 mm de ancho y 19 mm de profundidad. Su capacidad es de 15 ml.
La pared interna o base del antro está formada por la lámina vertical del hueso palatino y su pared superior la separa del piso de la órbita. Al nacer, el seno maxilar ocupa un pequeño espacio sobre la porción interna de la órbita. Al principio, su parte inferior se encuentra arriba del piso nasal, para ir descendiendo en forma gradual y alcanzar el nivel del mismo hacia los ocho años.

### Seno esfenoidal

Senos paranasales:
1. Senos frontales,
2. Senos etmoides,
3. Senos esfenoides,
4. Senos maxilares

Se encuentra completamente desarrollado entre los 12 y los 15 años. Está situado en el cuerpo del esfenoides por lo que su tamaño y forma son variables. Cada seno esfenoidal se comunica con el meato nasal superior a través de unas pequeñas aberturas que drenan en el receso esfenoetmoidal. Sus dimensiones son 15 x 12 x 10.5 mm con una capacidad de 7.5 ml. Este hueso desemboca por un orificio situado de su pared anterior hacia el receso esfenoetmoidal de la cavidad nasal.

### Desembocadura de los senos
Los senos son cavidades huecas que se encuentran en algunos huesos del cráneo y la cara, con la función principal de aligerar el peso de los mismos, ya que si estos fuesen totalmente compactos el cráneo sería demasiado pesado. Además, tienen la función de calentar y humedecer el aire aspirado, secretar moco, servir de caja de resonancia de la voz y expulsar o desechar cuerpos extraños que penetran en la inhalación. Los senos propios de cada hueso desembocan en un meato, por medio del cual desalojan cualquier contenido innecesario. 
Meato en el cual desemboca cada seno correspondiente:
- Receso esfenoetmoidal (o Ático): En él desemboca el seno esfenoidal (el receso esfenoetmoidal es la zona superior al cornete superior).

- Meato superior: Celdas etmoidales posteriores.

- Meato medio: Celdas etmoidales anteriores y medias, seno maxilar y seno frontal.

- Meato inferior: Conducto nasolagrimal.